# Alberto Quintano
Alberto Guillermo Quintano Ralph (født 26. april 1946 i Santiago, Chile) er en tidligere chilensk fodboldspiller (forsvarer).
Quintano spillede i samlet 13 sæsoner for Santiago-storklubben Universidad de Chile. Her var han med til at vinde hele fire chilenske mesterskaber og én pokaltitel. Han var også i seks år tilknyttet Cruz Azul i Mexico, som han hjalp til tre mexicanske mesterskaber i træk.
Quintano spillede desuden 49 kampe for det chilenske landshold. Han deltog ved VM i 1974 i Vesttyskland, hvor han spillede alle sit lands tre kampe. Han var også med til at vinde sølv ved Copa América i 1979.

## Titler
Primera División de Chile
- 1964, 1965, 1967 og 1969 med Universidad de Chile

Copa Chile
- 1979 med Universidad de Chile

Primera División de México
- 1972, 1973 og 1974 med Cruz Azul